# Emiel Duyvewaardt
Emiel Duyvewaardt (Roeselare, 8 mei 1849 – Roeselare, 30 november 1926) was een Vlaamse kunstenaar.

## Biografie
Duyvewaardt komt uit een artistieke familie. Zijn grootvader en vader waren reeds actief in de verfnijverheid. Hij volgde opleiding in Antwerpen aan de Vrije Nijverheidsschool en aan de plaatselijk Academie voor Bouw- en Tekenkunde in Roeselare. Henri Horrie was een van zijn leermeesters. Hij specialiseerde zich als binnenhuisdecorateur en verwierf naam in zijn geboortestad en ver daarbuiten. Hij was kunstschilder, maar ook actief met ornamenten, glas- en stucwerk, vergulden, muurschilderingen, ... Een van zijn kenmerken was zijn schildertechniek waarbij hij hout naschilderde.
Duyvewaardt werd ook geroemd als portrettist. Hij vervolmaakte zich nog in Italië hetgeen zijn stijl beïnvloedde. In Roeselare ontwikkelde hij een eigen atelier waarbij hij tal van schilders en decorateurs aantrok en opleidde. Na zijn overlijden werd een huldecomité opgericht door zijn vrienden. Zo kwam er onder meer een Emiel Duyvewaardtprijs voor leerlingen van de Academie. Er werd ook een bronzen gedenkplaat aan zijn woning in de Zuidstraat geplaatst. Deze hangt er nog steeds. Veel van zijn werk is ondertussen verloren gegaan gezien het gebouwgebonden decoraties betrof.

## Bron
- Michiel DEBRUYNE. Lexicon van de West-Vlaamse beeldende kunstenaars.